# انتشارات طهوری
انشارات طهوری، یک مؤسسهٔ انتشاراتی خصوصی در تهران است که سال ۱۳۳۰ تأسیس شده است. عبدالغفار طهوری کار خود را در کتابفروشی دانش آغاز کرد و سپس خود را از سال ۱۳۳۱ دست به کار نشر کتاب زد. نخستین کتابی که منتشر کرد، فرهنگ فارسی تألیف محمد مکری بود. فردوس المرشد فی اسرار الصمدیه به تصحیح ایرج افشار که در سال ۱۳۳۳ توسط انتشارات طهوری منتشر شد. وی کتابفروشی خود را نخست در مغازه‌ای در خیابان شاه‌آباد سابق باز کرد و پس از چندی به رو به روی دانشگاه تهران نقل مکان کرد. انتشارات طهوری در آغاز راه نشر به سال ۱۳۳۲، گلچینی از دیوان سعید نفیسی را منتشر کرد.
طی نامه‌ای که در ۲۷ دیماه سال ۱۳۳۵ عبدالغفار طهوری به همایون صنعتی‌زاده می‌نویسد که راهبرد کسب و کارش اشتباه بوده و سرمایه اندکی که داشته را باید بجای چاپ ۴۰ جلد کتاب در خرید یک مکان خوب هزینه می‌کرده است. او از صنعتی‌زاده می‌خواهد که در قبال سپردن وثیقه یا تضمین به او وامی بدهد تا محل مناسبی را برای کتابفروشی خریداری کند. از جواب صنعتی‌زاده به این نامه بی‌اطلاعیم ولی احتمالاً صنعتی‌زاده در این سال کمکی به طهوری نکرده است، چرا که طهوری حدود ۷ سال بعد یعنی در سالهای ۱۳۴۲ یا ۱۳۴۳ هست که از خیابان شاه‌آباد (جمهوری) به خیابان شاهرضا (انقلاب) می‌رود.
کتابفروشی ۶۶ ساله طهوری به‌عنوان چهارمین کتاب‌فروشی راسته انقلاب محسوب می‌شود. این کتاب‌فروشی محل عرضه کتاب‌های حوزه ادبیات فارسی، ایران‌پژوهی، تاریخ و حقوق است. سیدعبدالغفار طهوری سال ۱۳۷۴ درگذشت و سید احمدرضا طهوری مدیریت این کتاب‌فروشی و انتشارات را برعهده گرفت. سید احمدرضا طهوری فرزند عبدالغفار طهوری به کار کتاب‌فروشی به صورت مغازه‌ای ادامه نداد و بر ادامه کار موسساتی انتشارات طهوری متمرکز شد.